# Leest (Laeken)
Pour la section de Malines, voir Leest.
L'entité de Leest était formé de deux hameaux : 
- Hoogleest[1], Hoge Leest[2]ou Hoogeleest[3], plus au nord;
- Nederleest[1], Neder Leest[2] ou Neerleest, plus au sud près du canal de Willebroeck.

Dès 1346, les habitants de Leest jouissaient d'un Driessch, un terrain, pour lequel ils payaient un cens au duc de Brabant. Les familles de Koekelberg et Cattenbroek furent de grands propriétaires de biens dans cette entité.
Au XIXe siècle, une grande partie de l'entité fut expropriée et détruite pour permettre à Léopold II :
- d'accroitre son domaine;
- de déplacer l'avenue Van Praet[5];
- de construire son tour du monde :  tour japonais, pavillon chinois.

Le reste du territoire fut annexé par le hameau du Mutsaard qui commença à prendre son essor à ce moment-là.